# Товари подвійного використання
Товари подвійного використання - окремі види виробів, обладнання, матеріалів, програмного забезпечення і технологій, спеціально не призначені для військового використання, а також послуги (технічна допомога), пов'язані з ними, які, крім цивільного призначення, можуть бути використані у військових або терористичних цілях чи для розроблення, виробництва, використання товарів військового призначення, зброї масового знищення, засобів доставки зазначеної зброї чи ядерних вибухових пристроїв, у тому числі окремі види ядерних матеріалів, хімічних речовин, бактеріологічних, біологічних та токсичних препаратів, перелік яких визначається Кабінетом Міністрів України.
До товарів подвійного використання належать товари, що можуть бути використані у створенні:
- звичайних видів озброєнь, військової чи спеціальної техніки;
- ракетної зброї;
- ядерної зброї;
- хімічної зброї;
- бактеріологічної (біологічної) та токсинної зброї.[2]

## Загальний підхід до контролю товарів подвійного використання
Товари подвійного використання (подвійні товари) підлягають ефективному контролю під час їх експорту з держав ЄС.  Держави ЄС прагнуть досягти однакового та послідовного застосування  експортного контролю по всьому ЄС, з метою сприяння безпеці ЄС та міжнародній безпеці, а також забезпеченню рівних умов для усіх експортерів ЄС.  Спільна ефективна система експортного контролю за подвійними товарами є одним з елементів, що  забезпечує виконання  міжнародних зобов'язань прийнятих державами ЄС. Застосування спільних підходів держав ЄС до експортного контролю подвійних товарів є передумовою для встановлення  вільного руху значної частини таких товарів всередині ЄС.
Відповідальність за прийняття рішень з питань надання дозволів на експорт (у тому числі дозволів  на брокерські послуги), а також дозволів на право транзиту товарів подвійного використання до третіх держав, всередині ЄС покладається на національні органи експортного контролю держав-учасниць ЄС. 
Основними елементами ефективного режиму експортного контролю держав ЄС за експортом товарів подвійного використання є спільні списки товарів  подвійного використання та спільні правила такого контролю.  У рамках спільної політики експортного контролю товарів подвійного використання та спільних правил такого контролю держави ЄС встановили також контроль за передачами програмного забезпечення і технології за допомогою електронних засобів зв’язку, факсу або телефону до місць призначення поза ЄС.
Держави ЄС вживають відповідних заходів з метою налагодження безпосередньої співпраці між їх відповідними органами, зокрема з метою усунення ризику того, щоб можливі розбіжності у застосування ними експортного контролю не призводили до порушень в торгівлі, які можуть викликати складнощі для одної або більше держав ЄС. Така співпраця включає обмін інформацією про експортерів, яких було позбавлено права використання національних чи комунітарних генеральних дозволів на експорт, про ненадійних (проблемних) кінцевих споживачів та інших суб’єктів, що викликають підозри, а також про сумнівні маршрути доставки товарів.
Під час розгляду заяв на експорт подвійних товарів особлива увага приділяється питанням кінцевого використання таких товарів та їх можливого  реекспорту. Органи експортного контролю держав ЄС мають можливість забороняти транзит подвійних товарів до третіх держав, якщо ці органи мають  достатні причини підозрювати, на підставі розвідувальних або інших джерел, що зазначені товари є або можуть бути призначеними, повністю або частково, для розповсюдження зброї масового знищення або засобів її доставки.
Коли це необхідно, держави ЄС перед видачею дозволу на експорт здійснюють консультації. Такі консультації є обов’язковими у випадках, коли відносно передбаченого до експорту подвійного товару існують відмови, які зроблені іншими державами ЄС відносно аналогічних по суті товарів. Перевагою такого підходу є врахування того, що суттєві безпекові інтереси окремих держав ЄС не будуть поставлені під загрозу внаслідок експорту з іншої держави. 
Кожна держава ЄС самостійно визначає ефективні, пропорційні та стримуючі покарання, що накладаються у разі порушення правил та процедур експортного контролю.
За реалізацію державної політики України у сфері державного контролю за міжнародними передачами товарів військового призначення, подвійного використання та інших товарів, щодо яких відповідно до Закону України “Про державний контроль за міжнародними передачами товарів військового призначення та подвійного використання” можуть застосовуватися процедури державного експортного контролю відповідає Державна служба експортного контролю України Державна служба експортного контролю України є центральним органом виконавчої влади, діяльність якого спрямовується і координується Кабінетом Міністрів України через Міністра економічного розвитку і торгівлі і який реалізує державну політику у сфері державного експортного контролю.

## Процедури контролю товарів подвійного використання
Експорт товарів подвійного використання (подвійних товарів), внесених до Списку товарів подвійного використання ЄС, завжди здійснюється за дозволами, що надаються органами експортного контролю держав ЄС на національних рівнях.
У деяких випадках експорт товарів, не внесених у Список подвійних товарів ЄС, може становити загрозу безпеці, міжнародному миру чи стабільності. Саме тому Регламент 428 передбачає необхідність застосування дозвільного порядку до таких товарів у випадках: 
- коли експортера було проінформовано компетентними органами держави-експортера, що зазначені товари є або можуть бути призначеними (повністю або частково) для використання у зв’язку з розробленням, виробництвом, поводженням, експлуатацією, технічним обслуговуванням, зберіганням, виявленням, ідентифікацією або розповсюдженням хімічної, біологічної або ядерної зброї, або інших ядерних вибухових пристроїв, або розробленням, виробництвом, технічним обслуговуванням або зберіганням ракет, здатних доставляти таку зброю;
- якщо держава, яка здійснює покупку, або держава призначення підлягають дії ембарго ООН, ОБСЄ чи ЄС;
- якщо експортера було проінформовано  компетентними органами держави-експортера, що згадані товари є або можуть бути призначеними (повністю або частково) для військового кінцевого використання;
- якщо експортера було проінформовано компетентними органами держави-експортера, що згадані товари є або можуть бути призначеними (повністю або частково)  для використання як вузли або компоненти товарів військового призначення, внесених у національний список товарів військового призначення, які було експортовано з території цієї держави-експортера без дозволу або у порушенні дозволу, передбаченого  національним законодавством цієї держави.

Дозвільний порядок експорту товарів, не внесених у Список подвійних товарів ЄС, може бути застосовано також у випадках, коли експортеру відомо, що такі товари, призначені (повністю або частково) для будь-яких зазначених вище застосувань. У таких випадках експортер повинен повідомити про намір такого експорту компетентні органи держави-експортера, які мають право вирішить, чи є доцільною вимога щодо дозволу на цей експорт.  В той же час, національне законодавство кожної держави ЄС надає право застосовувати норму щодо обов’язковості отримувати дозвіл у зазначеному вище випадку.
Держава-експортер, яка накладає вимогу щодо отримання дозволу на експорт товарів, не внесених у Список подвійних товарів ЄС,  інформує про це у належних випадках інші держави ЄС, які  належним чином розглядають цю інформацію  йінформують  свої митні адміністрації та інші відповідні національні органи. 
Дозвільний порядок надання посередницьких послуг у відношенні товарів, внесених у Список подвійних товарів ЄС, застосовується у випадках,  коли посередника було поінформовано компетентними органами держави ЄС, у якої він є резидентом або його засновано, що товари, про які йде мова, є або можуть бути призначеними (повністю або частково) для створення ЗМЗ, засобів її доставки або за наявності відповідного ембарго по відношенню до держави-споживача. Дозвільний порядок надання посередницьких послуг у відношенні товарів, внесених у Список подвійних товарів ЄС, може бути застосовано також у випадках, коли посередникові відомо, що такі товари є призначеними (повністю або частково) для створення ЗМЗ, засобів її доставки. У таких випадках посередник повинен повідомити про це компетентні органи, які вирішать, чи є доцільною вимога щодо дозволу на такі брокерські послуги. В той же час національне законодавство кожної держави ЄС надає право застосовувати норму щодо обов’язковості отримувати дозвіл у зазначеному вище випадку.
Держава ЄС, територією якої здійснюється транзит товарів подвійного використання, може постановити, що її компетентні органи мають право в окремих випадках запроваджувати вимогу щодо отримання дозволу у відношенні до конкретного транзиту таких  товарів. До таких окремих випадків відносяться випадки, коли ці товари є або можуть бути призначеними (повністю або частково) для створення ЗМЗ, засобів її доставки або за наявності відповідного ембарго по відношенню до держави-споживача. Під час вирішення питання щодо дозвільного порядку чи заборон транзитна держава ЄС бере до уваги свої зобов’язання та домовленості, які вона узяла на себе як сторона міжнародних договорів або як член міжнародних режимів нерозповсюдження.  Транзитна держава ЄС має право поширити застосування дозвільного порядку чи відмови відносно транзиту товарів, не  внесених у Список подвійних товарів ЄС, якщо ці товари є або можуть бути призначеними (повністю або частково) для створення ЗМЗ, засобів її доставки, або якщо такі товари призначені для військового кінцевого використання, або за наявності відповідного ембарго по відношенню до держави-споживача.

## Дозвільні документи
Дозвіл на експорт товарів надається компетентними органами держави ЄС, в якій засновано експортера. Цей дозвіл може бути індивідуальним, комунітарним генеральним, національним генеральним або глобальним. 
Для отримання дозволів експортери подають до компетентних органів держави-експортера документи, що містять інформацію, необхідну для того, щоб компетентні національні органи мали вичерпні дані, що необхідні для прийняття відповідного рішення, зокрема про кінцевого користувача, державу призначення і кінцеве використання товару, що експортується. Якщо це доцільне, надання дозволу може залежати від обов’язкового попереднього надання сертифікату кінцевого споживача.
Дозвіл на посередницькі послуги надається компетентними органами держави ЄС, у якій брокер є резидентом або його засновано. Такий дозвіл видається на встановлену кількість конкретних товарів, які переміщуються між двома або більшою кількістю третіх держав. Під час прийняття рішення про надання дозволу на посередницькі послуги компетентні органи зазначеної вище держави ЄС однозначно визначають  місцезнаходження товарів, відносно яких надаються послуги, у третій державі, яка є державою походження товарів, а також визначають кінцевого користувача таких товарів та його точне місцезнаходження. 
Для отримання дозволу на посередницькі послуги посередники надають компетентним органам усю релевантну інформацію, необхідну для прийняття рішення про видачу дозволу, зокрема повну інформацію щодо місцезнаходження подвійних товарів у третій державі, яка є державою походження таких товарів, однозначний опис згаданих товарів та їх кількості, третіх сторін, які беруть участь у трансакції, третьої держави призначення, кінцевого користувача у зазначеній третій державі та його місцезнаходження.
Під час прийняття рішень про видачу або відмову у видачі дозвільного документу розглядають усю необхідну для прийняття такого рішення інформацію, у тому числі вони враховують:
- зобов’язання, які вони прийняли на себе як члени відповідних режимів нерозповсюдження, домовленостей в сфері експортного контролю та зобов’язання, що випливають з ратифікованих ними міжнародних договорів;
- зобов’язання згідно з санкціями, що накладені відповідно до спільної позиції чи спільних дій, ухваленими Радою ЄС або рішеннями ОБСЄ, а також санкціями, що накладені відповідно до юридично обов’язкових резолюцій РБ ООН;
- міркування, пов’язані з державною зовнішньою та безпековою політикою, у тому числі ті, що передбачені Спільною позицією відносно експорту зброї  (Common Position of arms export 2008/944/CFSP) від 8 грудня 2008 року;
- міркування, пов’язані із заявленим кінцевим використанням товарів та ризиком відхилення від такого використання;
- відповідність процедур та засобів, які використовує експортер, для виконання ним вимог експортного контролю та умов конкретного дозвільного документу.

Якщо експорт міг би завдати шкоди суттєвим інтересам безпеки держави ЄС, вона  може звернутися до іншої держави  ЄС з проханням  не надавати дозвіл на експорт, або, якщо такий дозвіл вже було надано, попросити про його анулювання, призупинення, зміну або відкликання. У такому разі держава ЄС, яка отримала таке прохання, негайно розпочинає консультації юридично необов’язкового характеру з державою, що звернулась з проханням. Консультації здійснюються у термін до 10 робочих днів.  Якщо держава, до якої звернулись з проханням, вирішує надати дозвіл, вона повідомляє про таке рішення інші держави ЄС. 
Перед тим як компетентні органи держави ЄС видадуть дозвіл на експорт або дозвіл на посередницькі послуги, або приймуть рішення з питання  транзиту, вони аналізують усі чинні відмови або рішення стосовно заборони експорту чи транзиту подібних товарів. Метою такого аналізу є досягнення впевненості  в тому, що інші держави ЄС не надавали відмов на видачу дозвільних документів або не забороняли транзит відносно фактично ідентичної трансакції (фактично ідентичної є трансакція з передачі виробу з фактично ідентичними параметрами або технічними характеристиками до одного й того ж кінцевого користувача або консигнатора).  Під час таких процедур вони, перш за все,  проводять консультації з компетентними органами держави або держав, які видали таку/такі відмову/відмови або прийняли рішення щодо заборони транзиту. Якщо після проведення таких консультацій компетентні органи держави ЄС приймають рішення видати дозвіл або дозволити транзит, вони інформують про це компетентні органи інших держав ЄС, а також надають усю релевантну інформацію для пояснення  такого рішення.
Терміни, що необхідні для прийняття рішень відносно надання дозвільних документів, встановлюються національним законодавством держав ЄС. 
Усі надані дозволи мають юридичну силу на усій території ЄС.